# مقاطعة أوسيولا (فلوريدا)
مقاطعة أوسيولا، فلوريدا (بالإنجليزية: Osceola County, Florida)‏ هي إحدى مقاطعات ولاية فلوريدا في الولايات المتحدة. ، بلغ عدد سكانها 287416 نسمة في عام 2010 حسب إحصاء مكتب تعداد الولايات المتحدة وتصل الكثافة السكانية فيها 78.47 نسمة/كم2.

## وصلات خارجية
- http://www.osceola.org/